# Ardon (Nordossetien)
Ardon (russisch Ардо́н; ossetisch Ӕрыдонⓘ Ærydon) ist eine Stadt mit 18.774 Einwohnern (Stand 14. Oktober 2010) und Hauptort des gleichnamigen Rajons in der Republik Nordossetien-Alanien (Russland).

## Geographie
Ardon liegt in einem nördlichen Tal des Kaukasus am Westufer des namensgebenden Flusses Ardon, etwa 40 km nordwestlich der Hauptstadt Nordossetiens Wladikawkas. Die nächstgelegenen Städte sind Digora (10 km westlich), Alagir (15 km südlich) und Beslan (20 km östlich).

## Geschichte
Ardon wurde 1824 von Kosaken gegründet und erhielt seinen Namen vom gleichnamigen Fluss, dessen Hydronym der ossetischen Sprache entstammt und in etwa „Wilder Fluss“ bedeutet.
Bis ins 20. Jahrhundert blieb Ardon ein kleines Dorf. Mitte des Jahrhunderts wurde es zum Zentrum der agrarischen Industrie der Region ausgebaut und erhielt 1964 Stadtrechte. Heute ist Ardon fünftgrößte Stadt Nordossetiens.

### Bevölkerungsentwicklung
| Jahr | Einwohner |
| ---- | --------- |
| 1939 | 4.102     |
| 1959 | 6.915     |
| 1970 | 11.783    |
| 1979 | 12.857    |
| 1989 | 13.536    |
| 2002 | 17.521    |
| 2010 | 18.774    |

Anmerkung: Volkszählungsdaten

## Wirtschaft
Die Wirtschaft Ardons stützt sich vorwiegend auf die Landwirtschaft und die Nahrungsmittelindustrie.

## Persönlichkeiten
- Arsen Kozojew (1872–1944), Schriftsteller, besuchte ein Seminar in Ardon